# Thanh Cao, Thanh Oai
Thanh Cao là một xã thuộc huyện Thanh Oai, thành phố Hà Nội, Việt Nam.
Xã Thanh Cao có diện tích 4,64 km², dân số năm 2018 là 10.000 người, mật độ dân số đạt 2.153 người/km².